# السينما الأرجنتينية
يشير مصطلح (سينما الأرجنتين) إلى صناعة السينما الموجودة في الأرجنتين. تضم السينما الأرجنتينية فن الأفلام والأفلام الإبداعية التي إنتجت داخل دولة الأرجنتين أو بواسطة صانعي الأفلام الأرجنتينيين في الخارج.
تاريخيًا كانت صناعة السينما الأرجنتينية تعد واحدة من أكثر ثلاث صناعات تطورًا في سينما أمريكا اللاتينية، إلى جانب تلك المنتجة في المكسيك والبرازيل. ظل إنتاج الأفلام في الأرجنتين طوال القرن العشرين مدعومًا من الدولة ومن خلال قائمة طويلة من المخرجين والممثلين أصبح أحد الصناعات السينمائية الرئيسية في العالم الناطق بالإسبانية.
فازت الأرجنتين بثمانية عشر جائزة غويا لأفضل فيلم أجنبي باللغة الإسبانية، مما يجعلها الدولة الأكثر حصولاً على الجوائز. كما أنها أول دولة في أمريكا اللاتينية تفوز بجوائز الأوسكار، تقديراً لفيلمي الحكاية الرسمية (1985) والسر في عيونهم (2009).

## تاريخ

### دخول السينما إلى البلاد
في عام 1896، تعاون المصور الفرنسي يوجين باي مع البلجيكي هنري ليباج والنمساوي ماكس جلوكسمان في شركة "كازا ليباج"، وهي شركة لمستلزمات التصوير الفوتوغرافي في بوينس آيرس. شهد الثلاثة ظهور كاميرا Lumière Cinématographe لأول مرة في الأرجنتين في 18 يوليو 1896 على مسرح أوديون. وقع هذا الحدث بعد عام واحد فقط من الظهور الأول لـCinématographe في باريس.

استوردت شركة ليباج أول معدات سينمائية فرنسية إلى البلاد، وعلى الرغم من أن يوجينيو باي الذي استخدم كاميرا غومونت في عام 1897، غالبًا ما يُنسب إليه الفضل في أول فيلم أرجنتيني بعنوان علم الأرجنتين، والذي يصور العلم الوطني وهو يرفرف في مهب الريح في بلازا دي مايو، فإن الفضل الحقيقي يعود إلى الألماني البرازيلي فيديريكو فيجنر، الذي عرض أول ثلاثة أفلام أرجنتينية في 24 نوفمبر 1896 (أفلام قصيرة تصور معالم بوينس آيرس). اكتسب باي شهرة، وواصل إنتاج أفلام للعرض في كاسا ليباج لعدة سنوات، وأتبعه بفيلم Viaje del Doctor Campos Salles a Buenos Aires في عام 1900، الذي يعتبر أول فيلم وثائقي في البلاد) وفيلم La Revista de la Escuadra Argentina في عام 1901؛ بحلول ذلك الوقت، تم افتتاح قاعات العرض الأولى، والتي كانت تعمل كجزء من نظام إنتاج وتوزيع وعرض الأفلام عبر الوطنية الذي طوره غلوكسمان في الأرجنتين وأوروغواي وتشيلي.

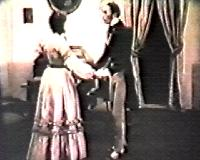
فيلم أماليا (1914)، وهو أول فيلم طويل من إنتاج أرجنتيني.

### التطورات المبكرة
واصل العديد من الفنانين الأرجنتينيين تجربة الاختراع الجديد، واستخدموه لإخراج أخبار قصيرة وأفلام وثائقية. على سبيل المثال صور كارديني فيلم Escenas Callejeras (1901) وصور ماريو جالو أول فيلم أرجنتيني بعنوان (إعدام دوريغو) عام 1908. كما أخرج مخرجون آخرون مثل إرنستو غونش أفلام وثائقية مبكرة.
قدم التاريخ والأدب الأرجنتيني موضوعات السنوات الأولى لصناعة الأفلام. كانت إحدى النجاحات الأولى للسينما الوطنية هو فيلم نوبليزا جاوتشا عام 1915 والذي استوحي من عمل أدبي بعنوان (مارتن فييرو) وهي قصيدة بلغة الغاوتشو كتبها خوسيه هيرنانديز. بعد ذلك، ظهر فيلم "أماليا"، المستوحى من رواية خوسيه مارمول، كأول فيلم كامل من إنتاج أرجنتيني، وفي عام 1917، أصبح فيلم إل أبوستول، وهو فيلم ساخر قصير عن الرئيس هيبوليتو يريغوين، أول فيلم رسوم متحركة طويل في السينما العالمية، هناك عمل بارز آخر في عام 1917 بعنوان "Flor de peach" للمخرج فرانسيسكو ديفيليبيس نوفوا، والذي ظهر فيه كارلوس جارديل الملقب بملك التانغو.
بدأ مخرجون مثل خوسيه أ. فيريرا العمل على إنتاج الأفلام في السينما الأرجنتينية، وأنتجوا أفلامًا مثل (بالوماس بلوندز) عام 1920، و(لا غوشا) عام 1921، و(بوينس آيرس، سيوداد دي إنسوينيو) عام 1922. شملت الأفلام التي تلت ذلك (لا ماليفا)، (كورازون دي كريولا)، (ميلينيتا دي أورو)، (ليندا ديل بوينتي إنكا) عام 1923، بالإضافة إلى أفلام (كراهية الجبال)، (بينما تنام بوينس آيرس)، (أرييرو دي ياكانتو) عام 1924 و(إل أورجانيتو دي لا ترادي) و(آخر رقصة التانغو) في عام 1925.
ومع اقتراب العقد من نهايته، بدأ مخرجون مثل خوليو إيريغوين في إنتاج أفلام مثل ألما أون بينا في عام 1928، وما يميز هذه الأعمال هو إبراز الثقافة الأرجنتينية لرقص التانغو في الأفلام، وهو الأمر الذي اكتسب زخمًا كبيرًا في ثلاثينيات القرن العشرين مع إدخال الصوت في السينما.

## فترة ثلاثينيات وخمسينيات القرن العشرين: العصر الذهبي
في عام 1930، أصبح فيلم Adiós Argentina (وداعا الأرجنتين) أول فيلم أرجنتيني يحتوي على موسيقى تصويرية. الفيلم من تأليف وإخراج ماريو باربانيولي وانتهى من تصويره في ديسمبر 1929. أدى دور البطولة في الفيلم ممثلات ظهرن لأول مرة مثل ليبرتاد لامارك وآدا كورنارو.
في عام 1931، أخرج خوسيه أ. فيريرا فيلم Muñequitas porteñas (دمى بوينس آيرس) وهو أول فيلم أرجنتيني يتم إنتاجه باستخدام تقنية مزامنة صوت المعروفة بإسم فيتافون [الإنجليزية] . وفي نفس العام، أنتج فيريرا فيلمًا صوتيًا ثانيًا بعنوان El Cantar de mi ciudad (مغني مدينتي) لتشجيع المخرجين الأوائل الآخرين على الانتقال إلى هذه التقنية.

## جوائز الأوسكار والترشيحات

### أفضل فيلم غير ناطق باللغة الإنجليزية
| السنة | اسم الفيلم             | المخرج               | النتيجة |
| ----- | ---------------------- | -------------------- | ------- |
| 1974  | La Tregua              | Sergio Renán         | لم يفز  |
| 1984  | Camila                 | María Luisa Bemberg  | لم يفز  |
| 1985  | La historia oficial    | Luis Puenzo          | فائز    |
| 1998  | Tango                  | Carlos Saura         | لم يفز  |
| 2001  | El hijo de la novia    | Juan José Campanella | لم يفز  |
| 2009  | El secreto de sus ojos | Juan José Campanella | فائز    |
| 2015  | Relatos salvajes       | Damián Szifron       | لم يفز  |

### أفضل سيناريو
| السنة | اسم الفيلم          | الكاتب                    | النتيجة |
| ----- | ------------------- | ------------------------- | ------- |
| 1985  | La historia oficial | Luis Puenzo, Aída Bortnik | لم يفز  |